# Nanium mairenai
Nanium mairenai är en stekelart som beskrevs av Ian D. Gauld 1997. Nanium mairenai ingår i släktet Nanium och familjen brokparasitsteklar. Inga underarter finns listade i Catalogue of Life.